# Artur Nacht-Samborski

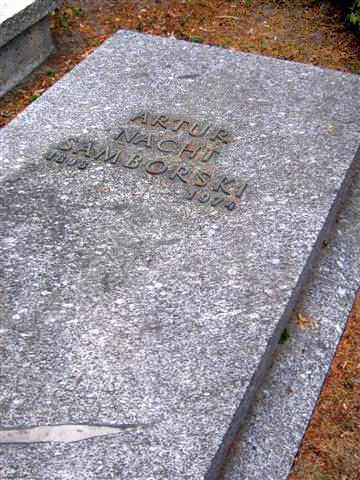
Płyta nagrobna na Powązkach Wojskowych w Warszawie

Artur Stefan Ignacy Nacht-Samborski, właśc. Artur Nacht (ur. 26 maja 1898 w Krakowie, zm. 9 października 1974 w Warszawie) – polski malarz i nauczyciel akademicki.

## Życiorys
Urodził się w Krakowie, w rodzinie żydowskiej, syn Juliusza (Joela) Nachta i Salomei (Sary) z Weindlingów. Po ukończeniu czteroklasowej Pospolitej Szkoły Męskiej w Krakowie, uczęszczał w latach 1908–1910 do Gimnazjum Św. Anny. Dalszą naukę gimnazjalną kontynuował bądź w Storożeńcu na Bukowinie, bądź w Czerniowcach. Krótko przebywał w Wiedniu w 1917 r. W latach 1917–1920 studiował w krakowskiej Akademii Sztuk Pięknych im. Jana Matejki u Wojciecha Weissa. Przerwał studia i wyjechał z Jankielem Adlerem do Berlina, gdzie przebywał od 1920 do 1923 roku. W 1924 roku powrócił na studia w krakowskiej ASP i zapisał się do pracowni Felicjana Szczęsnego Kowarskiego. Za namową Mariana Szczyrbuły w 1923 roku dołączył do Komitetu Paryskiego. 1 września 1924 roku wyjechał do Paryża, gdzie przebywał z przerwami do stycznia 1939 roku. Podczas pobytu we Francji, mieszkając w Paryżu, letnie miesiące w latach: 1925, 1926 spędzał z przyjaciółmi w La Ciotat. Lato 1934 r. spędził w Hiszpanii, przebywał na Ibizie, zwiedził Toledo i Madryt, w 1935 roku powrócił do Hiszpanii z Zygmuntem Menkesem. Członek Związku Zawodowego Artystów Plastyków w Krakowie. Swoje prace wystawiał m.in. w Instytucie Propagandy Sztuki w Warszawie, Genewie i Paryżu.
W latach 1941–1942 przebywał w getcie lwowskim. W 1942 przedostał się do Krakowa, a potem do Warszawy, gdzie ukrywał się pod przybranym nazwiskiem „Stefan Ignacy Samborski”.
Po wojnie, w latach 1946–1949, był profesorem Państwowej Wyższej Szkoły Sztuk Pięknych w Gdańsku z siedzibą w Sopocie, gdzie kierował Wydziałem Malarstwa i Architektury, na którym prowadził Pracownię Malarstwa, a także Akademii Sztuk Pięknych w Warszawie (w latach 1949–1950 i 1952–1968).
Malował martwe natury, pejzaże i akty, m.in.: Kobieta przy stole (1960–1961), Liście na fioletowej ścianie (1966) czy Martwa natura (1962).
22 lipca 1968 otrzymał nagrodę państwową II stopnia.
Do grona jego uczniów należał Tomasz Żołnierkiewicz.
Zmarł w Warszawie. Pochowany na cmentarzu Wojskowym na Powązkach (kwatera A35-3-7).

## Filmy
- Artek. Reżyseria: Franciszek Kuduk

## Ordery i odznaczenia
- Order Sztandaru Pracy II klasy (22 lipca 1949)[12]